# معارضة ثنائية

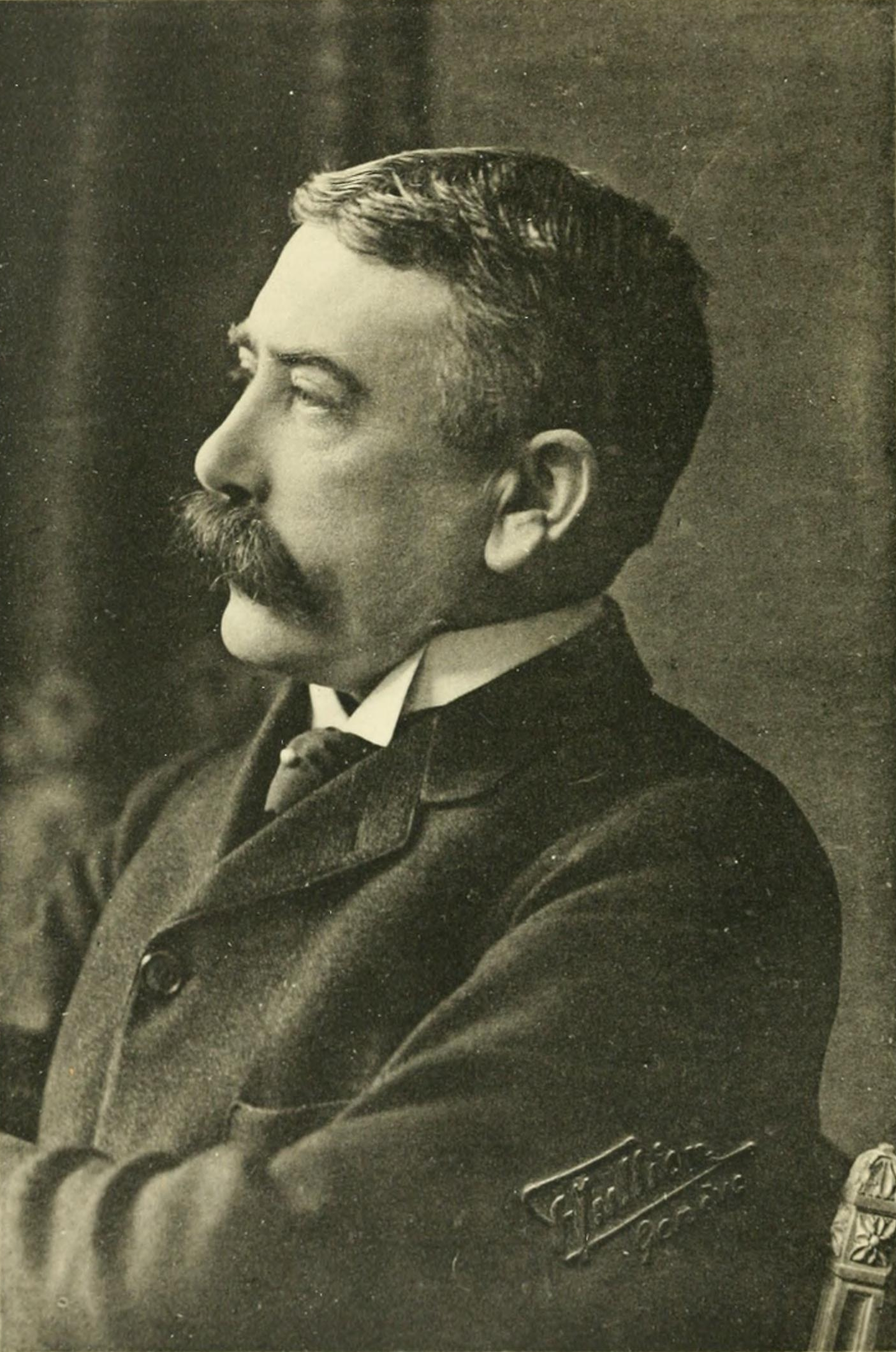

المعارضة الثنائية (أيضا نظام ثنائي): هو زوج من المصطلحات ذات الصلة أو المفاهيم التي هي عكس في المعنى أو هي نظام اللغة أو الفكر الذي يتم من خلاله تعريف نقيضين نظريين بدقة والانطلاق ضد بعضهما البعض  أو هو التباين بين اثنان من العبارات ببلي إكسفيزل، مثل فوق وباتّجاه آخر، فوق وإلى أسفل، يسار، ويصحّ  أيضا المعارضة الثنائية هي مفهوم مهم للهيكلية، التي ترى أن مثل هذه الفروق أساسية لجميع اللغات والفكر،  في ستروكتثرليسم، اعتبرت معارضة ثنائيّة كنظّم أساسيّة من فلسفة إنسانيّة، ثقافة، ولغة.
نشأت المعارضة الثنائية في نظرية سوسورٌ الهيكلية، وفقا ل فردناند سوسّور، المعارضة ثنائيّة ال منس ب أيّ الوحدات اللغة يتلقّون قيمة أو معنى، يتم تعريف كل وحدة في تحديد متبادل مع مصطلح آخر، كما هو الحال في التعليمات البرمجية الثنائية، وهي ليست علاقة متناقضة بل علاقة هيكلية ومتكاملة،  بيّن سوسّور أنّ إشارة معنى يكون استنتجت من سياقه (بعد سنتغتيك) والمجموعة (نموذج) إلى أيّ هو ينتسب،  مثال من هذا أنّ واحدة يستطيع لا يتصوّر من «جيّدة» إن نحن لا يفهم «شر».
عادة واحد من اثنين من الأضداد يفترض دور الهيمنة على الآخر، تصنيف المعارضات الثنائية هو «في كثير من الأحيان قيمة محملة والعرقية المركزة» مع نظام وهمي ومعنى سطحي، علاوة على ذلك اكتشف بيتر فوري أن المعارضات الثنائية لديها مستوى أعمق أو الثاني من الثنائيات التي تساعد على تعزيز المعنى على سبيل المثال، مفاهيم البطل والشرير تنطوي على الثنائيات الثانوية: جيدة / سيئة، وسيم / قبيح، يحب / يكره.

## نظرية الثنائيات
ومن الأمثلة الكلاسيكية على المعارضة الثنائية الانقسام بين الحضور والغياب، ووفقاً للهيكلية، فإن التمييز بين الوجود والغياب، الذي يُنظر إليه على أنه أضداد قطبية، هو عنصر أساسي من عناصر الفكر في العديد من الثقافات وبالإضافة إلى ذلك، ووفقا ً للانتقادات اللاحقة للهيكل، يحتل الوجود مكانة الهيمنة في المجتمع البشري على الغياب، لأن الغياب يُنظر إليه تقليدياً على أنه ما تحصل عليه عندما تأخذ الوجود. (لو كان الغياب مهيمناً، لكان الوجود يُنظر إليه بشكل طبيعي على أنه ما تحصل عليه عندما تأخذ غياباً).
ويرى ناصر مالكي أن هناك مثالاً آخر على هذه الظاهرة حيث يقدّر الناس جزءاً من المعارضة الثنائية على جزء آخر. «نحن، كما نعيش في ثقافة معينة، نفكر ونتصرف بالمثل في الحالات التي نريد فيها انتقاء أحد المفاهيم في المعارضات الثنائية أو أثناء البحث عن الحقيقة أو مركز. على سبيل المثال، نعطي التفوق على الحياة بدلاً من الموت.» وهذا يشير إلى أن الإعداد الثقافي للقارئ هو جزء من قد يؤثر على تفسيرهم لعمل أدبي. «مفهوم واحد فقط، من المعارضة الثنائية، هو على استعداد، في أذهاننا، لتكون متميزة والآخر عادة ما يوضع جانبا كما أن لها الأولوية الثانية.» وصل إلى هذا الاستنتاج من خلال إعطاء اسم للاوعي لمفهوم ثنائي المفضلة — شعارية. هذا هو الاعتقاد بأن «حقيقة أو مركز الحقيقة في نهاية المطاف موجود ويمكن أن تكون بمثابة الأساس لجميع فكرنا وأعمالنا وهذا قد يعني أن القراء قد ينتبهون دون وعي إلى مفهوم واحد للمعارضة الثنائية، ويتتبع دريدا رد الفعل هذا كظاهرة ثقافية.»
وفقا لجاك درّيدا  عيّنت معنى غالبا في عبارات من معارضة ثنائيّة حيث «واحدة من الاثنان عبارات يحكم الأخرى» مثال كان الأبيض/معارضة سوداء ثنائيّة في الولايات المتّحدة الأمريكيّة، عيّنت الأمريكيّة أفريكن ك دفلود الاخري.
ومن الأمثلة على المعارضة الثنائية الانقسام بين الذكور والإناث، وجهة نظر ما بعد الهيكلية هو أن الذكور يمكن أن ينظر إليها، وفقا للفكر التقليدي، والمهيمنة على الإناث لأن الذكور هو وجود قضيب، في حين أن المهبل هو غياب أو فقدان وقد أشار جون سيرل إلى أن مفهوم المعارضة الثنائية - كما يدرسه ويمارسه علماء ما بعد الحداثة وما بعد البنيوية - هو مفهوم وهمي ويفتقر إلى الصرامة.

## تفكيك الثنائيات
إن النقد السياسي (وليس التحليلي أو المفاهيمي) للمعارضة الثنائية هو جزء مهم من الحركة النسوية في الموجة الثالثة، وما بعد الاستعمار، وما بعد الفوضى، ونظرية العرق النقدي، التي تقول إن الانقسام الثنائي المتصور بين الرجل/المرأة، متحضرة / غير متحضرة، والأبيض / الأسود قد إدامت وأضفت الشرعية على هياكل السلطة المجتمعية لصالح أغلبية محددة، وفي السنوات الخمس عشرة الماضية، أصبح من الروتيني بالنسبة للعديد من التحليلات الاجتماعية أو التاريخية معالجة متغيرات نوع الجنس والطبقة والنشاط الجنسي والعرق والإثنية،  ضمن كلّ من هذا أصناف هناك عدة معارضة غير متساوية ثنائيّة: برجوازيّة ووركينغ كلسّ رجلالأبيض / الناس من اللون؛ الرجال/النساء؛ الجنس الآخر / مثلي الجنس.
إن النقد اللاحق للمعارضة الثنائية ليس مجرد انعكاس للمعارضة، بل هو تفكيكها، الذي يوصف بأنه غير سياسي- أي أنه لا يفضل في جوهره ذراعاً من المعارضة الثنائية على الأخرى. التفكيك هو «الحدث» أو «لحظة» حيث يعتقد أن المعارضة الثنائية تتعارض مع نفسها، وتقوض سلطتها الخاصة.
التفكيك يفترض أن جميع المعارضات الثنائية تحتاج إلى تحليل وانتقد في جميع مظاهرها ويجب دراسة وظيفة كل من المعارضة المنطقية والمحورية في جميع الخطابات التي توفر المعنى والقيم ولكن تفكيك لا يكشف فقط كيف تعمل المعارضات وكيف يتم إنتاج المعنى والقيم في موقف عدمي أو ساخر، «وبالتالي منع أي وسيلة للتدخل في الميدان بشكل فعال» لكي يكون التفكيك فعالاً، وببساطة كأسلوب عملي، يخلق مفاهيم أو مفاهيم جديدة، ليس لتجميع المصطلحات في المعارضة ولكن لوضع علامة على اختلافها، وعدم تحديدها، والتفاعل الأبدي.

## فيما يتعلق بالشعار
الشعار هو فكرة تتعلق بالمعارضة الثنائية التي تشير إلى بعض الجماهير سوف تفضل جزءا واحدا من زوج المعارضة الثنائية على الآخر. وكثيراً ما تتأثر هذه المحاباة بقوة بالخلفية الثقافية للقراء والمواضيع الأبوية القوية في "المرأة وعاء"، وهي حكاية شعبية أمهارية، ستكون مثالا ً على الشعار، هذا يحكي قصة امرأتين مستاءة من دورها المتضائل في المجتمع، وبالتالي الذهاب إلى ملكهم للحصول على المساعدة، وهو ينقل بفعالية الرسالة التي مفادها أنه لا يمكن الاعتماد على المرأة للقيام بدور أكبر في المجتمع، الذي يصبح من أخلاق الحكاية، يشرح براساد هذه الفكرة: "ينظر إلى القيمة التي تركز على الشعار من خلال "المعرفة الأبدية" - طبيعية تفوق الذكور - التي يتم نقلها من خلال الحكاية الشعبية. ال خفيّة (برفيل) معارضة ثنائيّة "رجل على امرأة"." إين رلأيشن تو التراث ثقافيّة من استماع يتلقّى تأثير على تفضيلهم لاشعوريّة لواحدة جزء من معارضة ثنائيّة، يقول "برساد "من خلال دراسة مجموعة مختارة من القصص الشعبية الإثيوبية، تكشف الورقة عن وجود الشعار والمعارضة الثنائية المسبقة يجري في العمل في القصص الشعبية الإثيوبية ويحاول هذان العنصران تأييد وإقرار الوضع الخُلِيل للمرأة في المجتمع".

## في الأدب
المعارضة الثنائية متأصلة بعمق في الأدب كلغة، والمقترنة تعتمد على علاقة مع الكلمات المجاورة داخل سلسلة نموذجية، إذا تمت إزالة أحد الأضداد المقترنة سيتم تغيير المعنى الدقيق للآخر  (إين دّيأيشن)، استكشفت معارضة ثنائيّة كان في أدب الأطفال وكان أسّست أنّ المؤلفات كانوا يعزّز (وسترن) صور وفلسفات من (نثمنم) عن طريق التسلسل هرميّ ثنائيّة  كان المؤلفون الغربيون يخلقون تمثيلاً للبلدان غير الغربية على أساس الخطاب الاستعماري، مستخدمين المعارضات الثنائية لتصنيف السلوك البشري إلى مصطلح أو آخر - وليس كليهما، وبالتالي فإن المرأة غير الغربية كانت "العكس أو الآخر" للنساء والفتيات من الغرب".